# Antoni Roman
Antoni Roman (n. 10 septembrie 1892, Varșovia – d. 28 aprilie 1951, Varșovia) a fost un diplomat și politician polonez, ministru al Industriei și Comerțului. A studiat la Universitatea Politehnică din Berlin, dar izbucnirea Primului Război Mondial i-a întrerupt studiile. Din 1920 a fost secretar consular și viceconsul la Consulatul General al Republicii Polone de la New York. A predat economia politică la Școala Politică din Varșovia și la Universitatea din Liov. Între anii 1934–1936 a fost trimis la Stockholm, ca ministru și plenipotențiar al Republicii Polone.